# NGC 7042
NGC 7042 este o galaxie situată în constelația Pegas. A fost descoperită în 16 octombrie 1784 de către William Herschel. Se află la o distanță de 71,32 de megaparseci de Pământ.